# Elezioni regionali in Friuli-Venezia Giulia del 2003
Le elezioni regionali in Friuli-Venezia Giulia del 2003 si sono tenute l'8 e 9 giugno 2003. Sono state le none nella storia della regione, e le prime che hanno previsto l'elezione diretta del Presidente della Regione (che sostituisce la definizione di Presidente della Giunta), secondo quanto previsto dalla legge costituzionale 31 gennaio 2001, nr.2.
Lo Statuto Regionale determina il numero dei consiglieri regionali in ragione di uno ogni 20.000 abitanti, o frazione superiore ai 10.000. Per tali elezioni il numero di consiglieri da eleggere è così fissato in 60.
È stato eletto alla presidenza l'indipendente Riccardo Illy, sostenuto da Intesa Democratica, che ha preceduto Alessandra Guerra, sostenuta dalla Casa delle Libertà per il Friuli-Venezia Giulia, per circa 66.000 voti.
Tra le liste il partito che ha ottenuto il maggior numero di voti è stato Forza Italia, col 21,61%; FI ha preceduto i Democratici di Sinistra, al 16,66% e La Margherita al 14,78%. Tra i gruppi di liste Intesa Democratica ha ottenuto il 50,28% contro il 46,90% della Casa delle Libertà.
Gli elettori chiamati al voto sono stati 1.092.125, suddivisi in 1.382 sezioni. Si sono recati al voto 701.536 cittadini, pari al 64,24% degli aventi diritto.
Le elezioni regionali si sono tenute contestualmente al rinnovo di 7 Consigli Comunali, tra cui quello di Udine.

## Sistema elettorale

### Riforma del 2001
Per le prime otto elezioni il Consiglio Regionale è stato nominato sulla base di un sistema proporzionale, senza che venisse prevista l'elezione diretta del Presidente della Giunta Regionale, eletto invece dall'Assemblea. Il sistema era regolato con la legge regionale 27 marzo 1968, nr. 20, che sostituiva la legge transitoria, approvata dal Parlamento italiano per la prima elezione del 1964. La legge era poi stata parzialmente modificata in occasione di ogni singola elezione, e nel 1998 era stato inserita una soglia di sbarramento, tramite la legge regionale 27 gennaio 1998, nr. 2.
Con la legge costituzionale 31 gennaio 2001, nr.2 il sistema istituzionale della Regione è stato profondamento innovato: il Presidente della Giunta Regionale è ora definito Presidente della Regione e tale legge attribuisce alla Regione il potere di determinare la forma di governo della Regione e, specificatamente, le modalità di elezione del Consiglio Regionale, del Presidente della Regione e degli assessori, i rapporti tra gli organi della Regione, la presentazione e l'approvazione della mozione motivata di sfiducia nei confronti del Presidente della Regione, i casi di ineleggibilità e di incompatibilità con le predette cariche, nonché l'esercizio del diritto di iniziativa popolare delle leggi regionali e la disciplina del referendum regionale abrogativo, propositivo e consultivo.
La legge costituzionale stabilisce che, fino alla data di entrata in vigore della nuova legge elettorale, prevista dalla modificazione imposta all'articolo 12 dello Statuto speciale, il Presidente della Regione è eletto a suffragio universale e diretto. L'elezione è contestuale al rinnovo del Consiglio Regionale. È stabilito che, qualora non siano state approvate le conseguenti modificazioni alla legge elettorale regionale per l'elezione del Consiglio Regionale e del Presidente della Regione si osservano, in quanto compatibili, le disposizioni delle leggi della Repubblica che disciplinano l'elezione dei Consigli delle Regioni a statuto ordinario.
La nuova legge elettorale è sottoposta a referendum regionale qualora entro tre mesi dalla sua pubblicazione ne faccia richiesta un cinquantesimo degli elettori della Regione o un quinto dei componenti del Consiglio regionale. La legge sottoposta a referendum non è promulgata se non è approvata dalla maggioranza dei voti validi. Se la legge è stata approvata a maggioranza dei due terzi dei componenti il Consiglio regionale, si fa luogo a referendum soltanto se, entro tre mesi dalla sua pubblicazione, la richiesta è sottoscritta da un trentesimo degli aventi diritto al voto per l'elezione del Consiglio regionale.

### Legge elettorale del 2002 e referendum
Nel 2002 il Consiglio Regionale ha approvato il provvedimento richiesta dalla riforma costituzionale del 2001. Tale provvedimento, il numero 137 dell'11 marzo 2002, che non prevedeva l'elezione diretta del Presidente della Regione, è stata sottoposta a referendum il 29 settembre 2002, sempre per quanto previsto dalla legge costituzionale 2/2001. I partiti di centrosinistra erano contrari alla legge, mentre il centrodestra si mostrava più incerto.
Il no alla legge ha prevalso per 178.766 voti (pari al 73,06% dei voti validi espressi), contro 65.931 sì. Si sono recati al voto 251.000 elettori, con un'affluenza pari al 23,06% degli aventi diritto. Ciò ha prodotto la non entrata in vigore della legge regionale e l'applicazione, per questa prima elezione, della norma transitoria, richiamata dalla legge costituzionale, che rimanda alla legge per l'elezione del Presidente e del Consiglio Regionale delle Regioni a statuto ordinario.

#### Tabella riepilogativa
I dati sul referendum sono qui riepilogati:

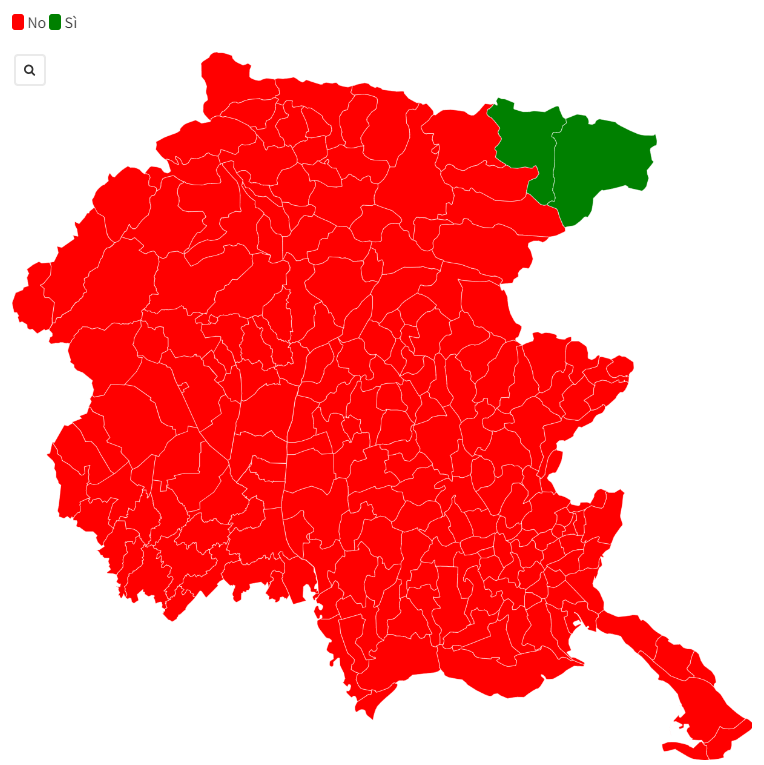
Risultati del referendum per comune.

| Circoscrizione | Aventi diritto | Affluenza        | Voti validi      | Schede Bianche o Nulle | Sì              | No               |
| -------------- | -------------- | ---------------- | ---------------- | ---------------------- | --------------- | ---------------- |
| Trieste        | 220.831        | 61.599 (27,98%)  | 60.414 (98,08%)  | 1.185 (1,92%)          | 15.965 (25,98%) | 44.179 (74,02%)  |
| Gorizia        | 123.317        | 38.621 (31,32%)  | 37.675 (97,55%)  | 946 (2,45%)            | 8.775 (23,29%)  | 28.900 (76,71%)  |
| Udine          | 399.043        | 92.189 (23,10%)  | 89.706 (97,31%)  | 2.483 (2,69%)          | 25.768 (28,72%) | 63.938 (71,28%)  |
| Tolmezzo       | 82.024         | 13.596 (16,58%)  | 13.185 (96,98%)  | 411 (3,02%)            | 4.301 (32,62%)  | 8.884 (67,38%)   |
| Pordenone      | 263.075        | 44.995 (17,10%)  | 43.717 (97,16%)  | 1.278 (2,85%)          | 11.392 (26,06%) | 32.325 (73,94%)  |
| Totale         | 1.088.290      | 251.000 (23,06%) | 244.697 (97,49%) | 6.303 (2,51%)          | 65.931 (26,94%) | 178.766 (73,06%) |

### Natura del sistema elettorale
Il sistema elettorale applicato per queste elezioni è quello previsto per le Regioni a statuto ordinario (Legge Tatarella), che prevedono l'elezione diretta di Consiglio e Presidente.
Strutturata su un turno unico di votazioni, pone in essere un sistema elettorale misto che attribuisce l'80% dei seggi consiliari con un meccanismo proporzionale con voto di preferenza, e il 20% con un metodo maggioritario plurinominale.
La scheda elettorale è unica e comprende sia i candidati alla presidenza sia le liste provinciali. Ogni lista deve collegarsi ad un candidato presidente, e sono anche possibili coalizioni tra più liste ed un unico candidato presidente. L'elettore può esprimere due voti, uno per un candidato presidente ed uno per una lista provinciale, oppure solo un voto per un candidato presidente. Se l'elettore esprime solo un voto per una lista provinciale, un ulteriore voto viene attribuito automaticamente al candidato presidente ad essa collegato. È ammesso il voto disgiunto, il cosiddetto panachage: l'elettore può indicare un candidato alla presidenza ma preferire una lista non a lui collegata.
Sono introdotti i listini regionali, cui vengono riservati di base un quinto dei seggi consiliari, che vengono allocati in modo maggioritario. Sono candidati alla Presidenza della Regione i capilista delle liste regionali. È proclamato eletto Presidente della Regione il candidato capolista che ha conseguito il maggior numero di voti validi in ambito regionale, mentre tutti gli altri candidati del listino divengono consiglieri. Il Presidente della Regione fa parte del Consiglio regionale. La disposizione di cui al quattordicesimo comma dell'articolo 15 della legge 17 febbraio 1968, n.108, introdotto dal comma 2 dell'articolo 3 della legge 23 febbraio 1995, n.43, e la disposizione di cui al penultimo periodo del presente comma si applicano anche in deroga al numero dei consiglieri regionali stabilito dall'articolo 13 dello Statuto, come sostituito dal comma 1 del presente articolo.
È eletto alla carica di consigliere il candidato capolista alla carica di Presidente della Regione che ha conseguito un numero di voti validi immediatamente inferiore a quello del candidato proclamato eletto Presidente. L'Ufficio centrale regionale riserva, a tale fine, l'ultimo dei seggi eventualmente spettanti alle liste circoscrizionali collegate con il capolista della lista regionale, proclamato alla carica di consigliere, nell'ipotesi prevista al numero 3) del tredicesimo comma dell'articolo 15 della legge 17 febbraio 1968, n.108, introdotto dal comma 2 dell'articolo 3 della legge 23 febbraio 1995, n. 43; o altrimenti il seggio attribuito con il resto o con la cifra elettorale minore, tra quelli delle stesse liste, in sede di collegio unico regionale per la ripartizione dei seggi circoscrizionali residui. Qualora tutti i seggi spettanti alle liste collegate siano stati assegnati con quoziente intero in sede circoscrizionale, l'Ufficio centrale regionale procede all'attribuzione di un seggio aggiuntivo, del quale si deve tenere conto per la determinazione della conseguente quota percentuale di seggi spettanti alle liste di maggioranza in seno al Consiglio regionale.
In ogni circoscrizione, la suddivisione dei seggi fra le liste avviene col metodo Hagenbach-Bischoff dei quozienti interi, e i candidati sono dichiarati eletti nell'ordine delle preferenze ricevute. I voti residuati ed i seggi non assegnati passano tutti nel collegio unico regionale, dove vengono ripartiti col metodo Hare dei quozienti interi e dei più alti resti: gli scranni così ottenuti da ogni partito vengono immediatamente riportati a livello provinciale in base ai maggiori resti percentuali di ogni singola lista locale.
In merito al premio di maggioranza è previsto quanto segue:
- Se le liste provinciali ottengono già da sole un numero di seggi pari alla metà del totale complessivo dell'assemblea (evento che si verifica, tenuto conto di una certa approssimazione dovuta al gioco dei resti, quando le liste di maggioranza abbiano ottenuto più del 62,5% dei voti), non vi è nessun premio di maggioranza, anzi scatta una specie di correzione minoritaria: gli scranni originariamente riservati alla quota maggioritaria vengono divisi a metà, la prima parte corrispondente ai candidati del listino regionale vincitore meglio iscritti in elenco, e la seconda parte distribuiti proporzionalmente alle minoranze nel collegio unico regionale e quindi, di rimando, nelle relative liste circoscrizionali;
- Se il listino ha superato i due quinti delle preferenze complessive, alla maggioranza debbono essere garantiti i tre quinti dei seggi consiliari, in caso contrario la soglia si abbassa al 55% degli scranni. A tal fine, vengono creati dei seggi supplementari che innalzano la dotazione originaria del Consiglio fino al conseguimento delle suddette maggioranze; gli scranni così creati sono distribuiti proporzionalmente alle liste vincitrici nel collegio unico regionale e quindi, di rimando, nelle relative liste circoscrizionali.

A questa elezione continuano ad applicarsi, in via suppletiva ed in quanto compatibili con le disposizioni della legge 17 febbraio 1968, n. 108, e successive modificazioni, e della legge 23 febbraio 1995, n. 43, le disposizioni delle leggi della Regione Friuli-Venezia Giulia per l'elezione del Consiglio regionale, limitatamente alla disciplina dell'organizzazione amministrativa del procedimento elettorale e delle votazioni.

### Modalità di voto
Si vota domenica, dalle 08:00 alle 22:00 e lunedì dalle 07:00 alle 15:00, perciò, a differenza delle elezioni precedenti il voto è concesso in due giorni.

## Principali avvenimenti

### Scelta della data
Il 18 marzo è stato firmato il decreto del Presidente della Giunta Regionale in carica, guidata da Renzo Tondo, che fissa per l'8 e 9 giugno, la data delle elezioni. La Giunta ha deciso l'accorpamento delle elezioni per il rinnovo del Consiglio Regionale e l'elezione del Presidente con quelle per sette Consigli Comunali, tra cui Udine.

## Composizione degli schieramenti e delle candidature

### Casa delle Libertà
La Casa delle Libertà ha candidato l'esponente della Lega Nord Alessandra Guerra, già Presidente della Giunta Regionale, prima donna a ricevere tale incarico, tra il 1994 e il 1995. Questa candidatura ha trovato il sostegno dei partiti che avevano costituito la Casa delle Libertà alle politiche che 2001, ovvero, oltre la Lega Nord, anche Forza Italia, Alleanza Nazionale e Unione dei Democratici Cristiani e di Centro.
Tale candidatura, proposta già nel gennaio 2003 come autonoma, non ha trovato immediatamente l'appoggio del resto della coalizione, con Forza Italia che proponeva di candidare il Presidente uscente Renzo Tondo, oppure un terzo candidato da individuare.
Il 26 febbraio la Guerra aveva anche annunciato la sua intenzione di ritirarsi dalla contesta elettorale, prima di diventare definitivamente la candidata della CdL.

### Intesa Democratica
Il centrosinistra ha candidato Riccardo Illy, deputato eletto nel collegio di Trieste 2 alle politiche del 2001, sostenuto sempre dal centrosinistra, e prima sindaco di Trieste per due mandati. Illy aveva legato la sua candidatura alla bocciatura tramite referendum della legge elettorale regionale del 2002.
Illy ha ottenuto il sostegno, oltre che da Democratici di Sinistra, La Margherita, Partito dei Comunisti Italiani, Verdi, Unione Democratici per l'Europa, che già facevano parte dell'Ulivo alle politiche del 2001, anche dal Partito della Rifondazione Comunista (che nel 2001 si era presentata solo al Senato e alla Camera nel proporzionale), dall'Italia dei Valori e dal Partito Pensionati (che nel 2001 erano presenti autonomamente sia alla Camera che al Senato). L'Udeur ha stretto un accordo col Partito Regionale, guidato dall'ex sindaco di Pordenone Alvaro Cardin.

### Libertà e Autonomia
Giuseppe Saro, deputato di Forza Italia, ha creato il movimento Libertà e Autonomia per il Friuli-Venezia Giulia, che ha ottenuto l'appoggio di esponenti del Nuovo PSI, del Partito Repubblicano Italiano e dei Radicali, in dissenso con la scelta del centrodestra di candidare Alessandra Guerra.

## I candidati alla presidenza

### Candidature ammesse
I candidati alla presidenza del Friuli Venezia Giulia sono stati:
- Alessandra Guerra per la Casa delle Libertà per il Friuli-Venezia Giulia, costituita da Forza Italia (FI), Alleanza Nazionale (AN), Lega Nord (LN) e dall'Unione dei Democratici Cristiani e di Centro (UDC).
- Riccardo Illy per Intesa Democratica, composta da Democratici di Sinistra (DS), Democrazia è Libertà - La Margherita (DL), Italia dei Valori (IdV), Cittadini per il Presidente (CpP), Partito della Rifondazione Comunista (PRC), Partito dei Comunisti Italiani (PdCI), Unione Democratici per l'Europa (UDEUR) (non presente nelle circoscrizioni di Trieste e Gorizia), Partito Pensionati e Verdi Friuli-Venezia Giulia.
- Giuseppe Saro per Libertà e Autonomia per il Friuli-Venezia Giulia.

### Candidature escluse
Due candidati sono stati esclusi dalla competizione: Vittorio Sgarbi, sostenuto da Bell'Italia-SOS Italia, per il ritardo nella presentazione degli incartamenti, e Roberto Visentin, presentato da Mitteleuropa, per la discrepanza tra il numero di firme a sostegno e i relativi certificati elettorali.
Tra le liste sono state escluse quelle della Democrazia Cristiana di Angelo Sandri, in appoggio a Riccardo Illy, e il Movimento Friuli, che avrebbe sostenuto la candidatura di Alessandra Guerra.

## Numeri e costi delle elezioni

### Affluenza
Sono chiamati al voto 1.092.125 elettori. Si sono recati al voto 701.536 votanti, con un'affluenza del 64,24 %, contro il 64,80% delle regionali del 1998.
Il comune nel quale l'affluenza è stata più elevata è San Floriano del Collio (in Provincia di Gorizia), col 79,9%, mentre il comune con l'affluenza più ridotta è stato Drenchia col 27,5%, in Provincia di Udine. Tra i capoluoghi di provincia quello che ha registrato l'affluenza più alta è stato Udine, dove si rinnovava anche il Consiglio Comunale, col 70,3%, mentre quello con la più bassa partecipazione al voto è stato Trieste, col 60,0%.

### Schede bianche e nulle
Le schede bianche e nulle sono state 30.200, pari al 4,30% dei voti espressi.

### Tabella Riepilogativa
I dati sull'affluenza sono qui riepilogati:
| Circoscrizione | Aventi diritto | Affluenza        | Voti validi      | Schede Bianche o Nulle |
| -------------- | -------------- | ---------------- | ---------------- | ---------------------- |
| Trieste        | 219.691        | 133.877 (60,94%) | 130.147 (97,21%) | 3.730 (2,79%)          |
| Gorizia        | 123.110        | 86.707 (70,43%)  | 83.512 (96,32%)  | 3.195 (3,68%)          |
| Udine          | 400.288        | 267.596 (66,85%) | 254.359 (95,05%) | 13.237 (4,95%)         |
| Tolmezzo       | 84.285         | 48.000 (56,95%)  | 45.083 (93,92%)  | 2.917 (6,08%)          |
| Pordenone      | 264.751        | 165.356 (62,46%) | 158.235 (95,69%) | 7.121 (4,31%)          |
| Totale         | 1.092.125      | 701.536 (64,24%) | 671.336 (95,70%) | 30.200 (4,30%)         |

## Risultati
| Candidati         | Candidati                   | Voti    | %     | Seggi | Liste                          | Liste                   | Voti    | %      | Differenza % | Seggi | Differenza seggi |
| ----------------- | --------------------------- | ------- | ----- | ----- | ------------------------------ | ----------------------- | ------- | ------ | ------------ | ----- | ---------------- |
|                   | Riccardo Illy ✔️ Presidente | 356.908 | 53,16 | 6     |                                | Democratici di Sinistra | 82.874  | 16,66  | 1,34 %       | 10    | Stabile          |
|                   | Riccardo Illy ✔️ Presidente | 356.908 | 53,16 | 6     | La Margherita                  | 73.548                  | 14,78   | 3,77 % | 9            | 2     |                  |
|                   | Riccardo Illy ✔️ Presidente | 356.908 | 53,16 | 6     | Cittadini per il Presidente    | 37.440                  | 7,53    | Nuovo  | 5            | Nuovo |                  |
|                   | Riccardo Illy ✔️ Presidente | 356.908 | 53,16 | 6     | Rifondazione Comunista         | 24.835                  | 4,99    | 1,77 % | 3            | 1     |                  |
|                   | Riccardo Illy ✔️ Presidente | 356.908 | 53,16 | 6     | Italia dei Valori              | 7.485                   | 1,50    | Nuovo  | 1            | Nuovo |                  |
|                   | Riccardo Illy ✔️ Presidente | 356.908 | 53,16 | 6     | Partito dei Comunisti Italiani | 7.450                   | 1,50    | Nuovo  | 1            | Nuovo |                  |
|                   | Riccardo Illy ✔️ Presidente | 356.908 | 53,16 | 6     | Federazione dei Verdi          | 7.091                   | 1,43    | 3,50 % | 1            | 2     |                  |
|                   | Riccardo Illy ✔️ Presidente | 356.908 | 53,16 | 6     | Partito Pensionati             | 5.751                   | 1,16    | Nuovo  | 1            | Nuovo |                  |
|                   | Riccardo Illy ✔️ Presidente | 356.908 | 53,16 | 6     | UDEUR                          | 3.645                   | 0,73    | Nuovo  | -            | Nuovo |                  |
| Totale coalizione | Totale coalizione           | 356.908 | 53,16 | 6     | 250.119                        | 50,28                   | Nuova   | 31     | Nuova        |       |                  |
|                   | Alessandra Guerra           | 290.398 | 43,26 | 1     |                                | Forza Italia            | 107.461 | 21,61  | 0,93 %       | 11    | 3                |
|                   | Alessandra Guerra           | 290.398 | 43,26 | 1     | Alleanza Nazionale             | 57.924                  | 11,65   | 1,69 % | 5            | 4     |                  |
|                   | Alessandra Guerra           | 290.398 | 43,26 | 1     | Lega Nord                      | 46.409                  | 9,33    | 8,03 % | 4            | 8     |                  |
|                   | Alessandra Guerra           | 290.398 | 43,26 | 1     | Unione di Centro               | 21.497                  | 4,32    | Nuovo  | 2            | Nuovo |                  |
| Totale coalizione | Totale coalizione           | 290.398 | 43,26 | 1     | 233.323                        | 46,90                   | Nuova   | 22     | Nuova        |       |                  |
|                   | Giuseppe Saro               | 24.030  | 3,58  | -     |                                | Libertà e Autonomia     | 14.050  | 2,82   | Nuovo        | -     | Nuovo            |
| Totale            | Totale                      | 671.336 |       | 7     |                                |                         | 497.492 |        |              | 53    |                  |

## Analisi del voto

### Distribuzione del voto per comune
| Candidato/n. comuni | TS | GO | UD | PN | Totale |
| ------------------- | -- | -- | -- | -- | ------ |
| Riccardo Illy       | 6  | 23 | 64 | 26 | 119    |
| Alessandra Guerra   | -  | 1  | 70 | 24 | 95     |
| Parità              | -  | 1  | -  | -  | 1      |

### Rapporto tra voto di lista e voto al presidente
Riccardo Illy ha prevalso su Alessandra Guerra per 66.510 voti, ovvero una differenza del 9,90%. A livello di liste, Intesa Democratica, che sosteneva Illy, ha ottenuto 16.796 voti in più della coalizione che ha sostenuto la candidata della Casa delle Libertà (differenza del 3,38%).
Illy ha ottenuto quasi 200.00 voti in più di quanto ottenuto dalla sua coalizione, mentre la Guerra ne ha ottenuti in più solo 57.075. Saro ha ottenuto quasi 10.000 preferenze in più di quanto ottenuto dall'unica lista che lo ha sostenuto.

#### Tabella riepilogativa
| Candidato         | Voti al candidato | Voti alle liste | Differenza |
| ----------------- | ----------------- | --------------- | ---------- |
| Riccardo Illy     | 356.908           | 250.119         | 196.789    |
| Alessandra Guerra | 290.398           | 233.323         | 57.075     |
| Giuseppe Saro     | 24.030            | 14.050          | 9.980      |

### Trend di voto
Le elezioni hanno visto l'arretramento del centrodestra, che ha perso quasi l'8% con la Lega Nord, e più del 1,6% con Alleanza Nazionale, calo solo in parte recuperato da Forza Italia e Unione dei Democratici Cristiani e di Centro (che sommano più del 5% in più rispetto al 1998).
Nel centrosinistra, al calo di Verdi e movimenti comunisti Rifondazione Comunista e Partito dei Comunisti Italiani, ha fatto da controaltare il leggero incremento dei Democratici di Sinistra, il più sostanzioso avanzamento della Margherita (se confrontata con il risultato ottenuto dal Centro Popolare Riformatore nel 1998), e il quasi 11% ottenuto dalle altre liste che componevano la coalizione.

### Analisi territoriale del voto
Riccardo Illy è stato il candidato più votato in tutte e 5 le circoscrizioni in cui è diviso il territorio regionale. È prevalso in maniera ampia a Trieste e Gorizia, mentre in maniera più ridotta a Udine e Tolmezzo, e per meno di 100 voti a Pordenone. Il terzo candidato, Giuseppe Saro, ha ottenuto le percentuali più alte di consensi a Udine (oltre il 5%) e a Tolmezzo (oltre il 6%).
A livello di voto di lista il centrosinistra ha vinto nelle circoscrizioni di Trieste, Gorizia, e, per soli 10 voti, a Tolmezzo. Il centrodestra è risultata la coalizione maggiormente scelta nelle circoscrizioni di Udine e Pordenone: in quest'ultima ha superato il 51% dei suffragi.

### Tabelle riepilogative
| Candidato         | Voti e percentuali | Voti e percentuali | Voti e percentuali | Voti e percentuali | Voti e percentuali |
| ----------------- | ------------------ | ------------------ | ------------------ | ------------------ | ------------------ |
| Candidato         | Trieste            | Gorizia            | Udine              | Tolmezzo           | Pordenone          |
| Riccardo Illy     | 83.010 (63,78%)    | 52.604 (62,99%)    | 122.326 (48,09%)   | 21.778 (48,31%)    | 77.190 (48,78%)    |
| Alessandra Guerra | 44.864 (34,47%)    | 28.861 (34,56%)    | 119.010 (46,79%)   | 20.561 (45,61%)    | 77.102 (48,73%)    |
| Giuseppe Saro     | 2.273 (1,75%)      | 2.047 (2,45%)      | 13.023 (5,12%)     | 2.744 (6,09%)      | 3.943 (2,49%)      |

| Coalizione                    | Voti e percentuali | Voti e percentuali | Voti e percentuali | Voti e percentuali | Voti e percentuali |
| ----------------------------- | ------------------ | ------------------ | ------------------ | ------------------ | ------------------ |
| Coalizione                    | Trieste            | Gorizia            | Udine              | Tolmezzo           | Pordenone          |
| Intesa Democratica            | 52.821 (56,42%)    | 37.087 (59,75%)    | 86.528 (46,90%)    | 16.841 (47,50%)    | 56.842 (46,65%)    |
| Casa delle Libertà per il FVG | 39.521 (42,21%)    | 23.834 (38,40%)    | 90.449 (49,03%)    | 16.831 (47,44%)    | 62.688 (51,45%)    |
| Libertà e Autonomia           | 1.282 (1,37%)      | 1.145 (1,85%)      | 7.499 (4,07%)      | 1.808 (5,10%)      | 2.316 (1,90%)      |

### Distribuzione del voto nelle maggiori città
| Candidato | Candidato         | Voti e percentuali | Voti e percentuali | Voti e percentuali | Voti e percentuali |
| --------- | ----------------- | ------------------ | ------------------ | ------------------ | ------------------ |
| Candidato | Candidato         | Trieste            | Gorizia            | Udine              | Pordenone          |
|           | Riccardo Illy     | 70.276 (62,70%)    | 11.587 (54,12%)    | 29.175 (53,20%)    | 14.812 (54,55%)    |
|           | Alessandra Guerra | 39.764 (35,48%)    | 9.268 (43,29%)     | 22.916 (41,79%)    | 11.736 (43,22%)    |
|           | Giuseppe Saro     | 2.042 (1,82%)      | 554 (2,59%)        | 2.745 (5,01%)      | 607 (2,24%)        |

| Candidato | Candidato           | Voti e percentuali | Voti e percentuali | Voti e percentuali | Voti e percentuali |
| --------- | ------------------- | ------------------ | ------------------ | ------------------ | ------------------ |
| Candidato | Candidato           | Trieste            | Gorizia            | Udine              | Pordenone          |
|           | Intesa Democratica  | 44.144 (54,93%)    | 7.938 (48,23%)     | 17.515 (49,22%)    | 10.680 (50,94%)    |
|           | Casa delle Libertà  | 35.069 (43,65%)    | 8.318 (50,53%)     | 16.534 (46,45%)    | 9.939 (47,40%)     |
|           | Libertà e Autonomia | 1.141 (1,42%)      | 203 (1,23%)        | 1.541 (4,33%)      | 349 (1,66%)        |

## Esito delle elezioni
In relazione all'esito delle elezioni il 14 giugno 2003 Riccardo Illy, candidato di Intesa Democratica, è stato proclamato Presidente del Friuli-Venezia Giulia, il primo eletto direttamente, dalla Corte d'Appello di Trieste.
La sua giunta è composta da 10 assessori, con Gianfranco Moretton, esponente della Margherita, nominato quale vicepresidente. Il 1º luglio dello stesso anno Alessandro Tesini, dei Democratici di Sinistra è eletto Presidente del Consiglio Regionale.
Il 12 febbraio 2008 Riccardo Illy ha comunicato le proprie dimissioni: tali dimissioni determinano di diritto lo scioglimento anticipato del Consiglio regionale, a decorrere dalla data della loro comunicazione al Consiglio.
Lo scioglimento anticipato ha determinato inoltre l'obbligo per il Presidente di indire le nuove elezioni. Lo statuto regionale prevede che il decreto di indizione debba essere pubblicato non oltre il 45º giorno antecedente alla data stabilita per le elezioni.
Lo stesso giorno in cui è cessata la legislatura, la Giunta regionale, con deliberazione n. 419, ha fissato la data delle elezioni del nuovo Consiglio e del Presidente della Regione, per domenica 13 aprile e lunedì 14 aprile 2008, in contemporanea con le elezioni politiche.

### Tabella riepilogativa
| N. | Ritratto | Ritratto | Nome (Nascita-Morte)  | Mandato        | Mandato        | Partito                         | Giunta | Composizione                   |
| -- | -------- | -------- | --------------------- | -------------- | -------------- | ------------------------------- | ------ | ------------------------------ |
| 1º |          |          | Riccardo Illy (1955-) | 14 giugno 2003 | 19 aprile 2008 | Indipendente di centro-sinistra | Illy   | Ind. (4)-DS (3)-DL (2)-PRC (1) |